# Joop van den Broek (glazenier)

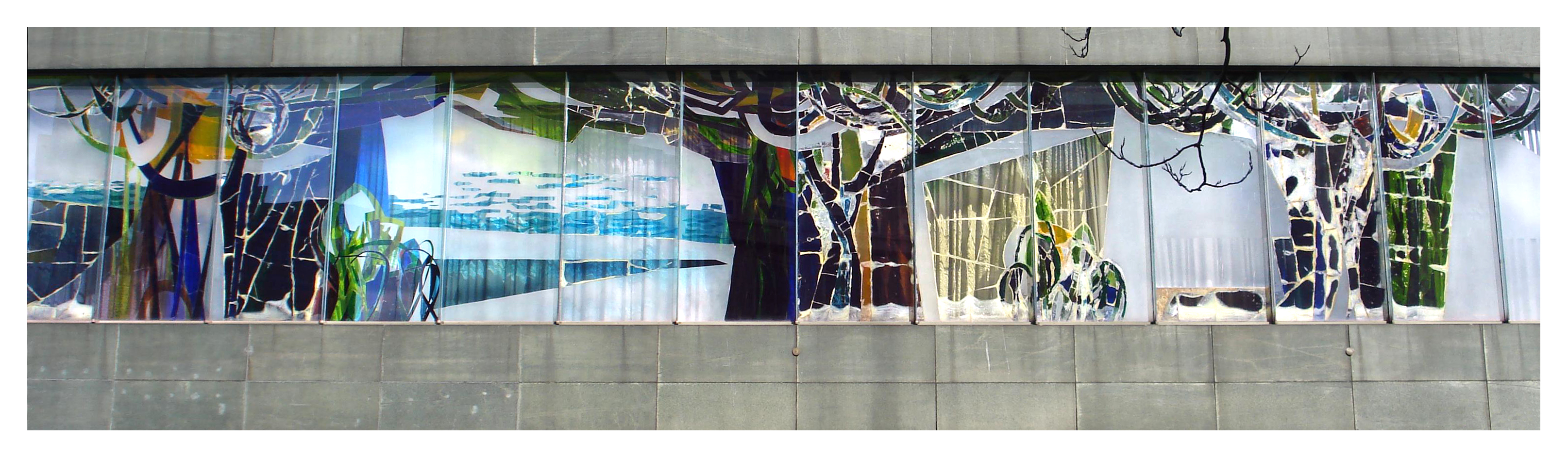
Le Jardin uit 1963, Hiltonhotel Rotterdam

Johannes Petrus, (Joop) van den Broek (Amsterdam, 12 april 1928 - Amsterdam, 16 augustus 1979)  was een Nederlands glasontwerper, glazenier, glasschilder, wandschilder en beeldhouwer. Zijn zoon is kunstenaar glazenier Norbert van den Broek en is door Joop vanaf 1967 in glas-appliqué monumentaal kunstwerk opgeleid naast zijn opleiding in Rijksakademie en glas afdeling Rietveld Academie.
Joop van den Broek begon als schilder bij het Amsterdamse Gemeentelijk Elektriciteitsbedrijf en werkte in een meubelfabriek.
Van 1944-1949 volgde hij een opleiding aan het Instituut voor Kunstnijverheidonderwijs en de Academie voor Beeldende Kunsten in Amsterdam. Hij was leerling van Willem van den Berg, Jaap Luttge en Gerard Westermann. Van 1951-1966 werkte Joop als glazenier en ontwerper bij het Amsterdamse  glasindustrie van Tetterode. In 1968 startte Joop van den Broek samen met zijn zoon Norbert zijn eigen glaskunstwerk uitvoering bedrijf Atelier70 in Amsterdam. Van den Broek was gastdocent bij Gerrit Rietveld Academie en lid van Kunstschilder Vereniging Het Venster, Liga Nieuw Beelden.
1951 heeft hij de Willink van Collenprijs gekregen.
1965 Prix de la Critic samen met Andre Volten

## Werken
- 1953 - Geëtste, gezandstraalde, geslepen en gehakte glasramen, "De Opstanding", Bos en Lommerweg 191, Amsterdam. Oorspronkelijk twee ramen, één is gesneuveld. 2.85 x2.06 2 x.
- 1953 - Twee glaspanelen, blank gezandstraald Pniëlkerk Amsterdam 0,86 × 2.40 2x.
- 1955 - Glaspanelen rondom de liftkoker gezandstraald en geappliqueerd Hotel Shiller Amsterdam.
- 1956 - Raam voor tentoonstelling Opdracht Stedelijk Museum Amsterdam.Afb. in Forum, 11 1956 pag. 22.
- 1956 - Glaspaneel  met Mannenkop appliquées en gekapt bruutglas Tentoonstelling Opdracht Stedelijk Museum Amsterdam.
- 1956 - Glasplastiek appliquées gekapt bruutglas woonhuis 0,90 × 0,75 Bergen NH.
- 1958 - Glasraam gezandstraald en geappliqueerd Suiver en Roosen, Amsterdam 2,00 × 3,00 m.
- 1955/56 - Proefraam gekapt glas en lood 2,70 × 1,80 m.
- 1959 - Gedenkraam gesmolten en geappliqueerd glas in verroeste oude scheepshuid Electrozuur en Waterstoffabriek  AGA gas 9,00 × 3,50 m
- 1961 - Glasplastiek geappliqueerd en gekapt glas in staal Batenburg Rotterdam 2,50 × 2,55 m.
- 1961 Glasappliqué, raam van Aart Roos uitgevoerd door Joop van de Broek, Dr. O. Noordmansschool, Amsterdam, Geuzenveld.
- 1962 - Blokkenwand Hilton Hotel Rotterdam Glazen blokken met snijlijnen voor elkaar geplaatst 20.000 kg 8,00 × 8,00 m.

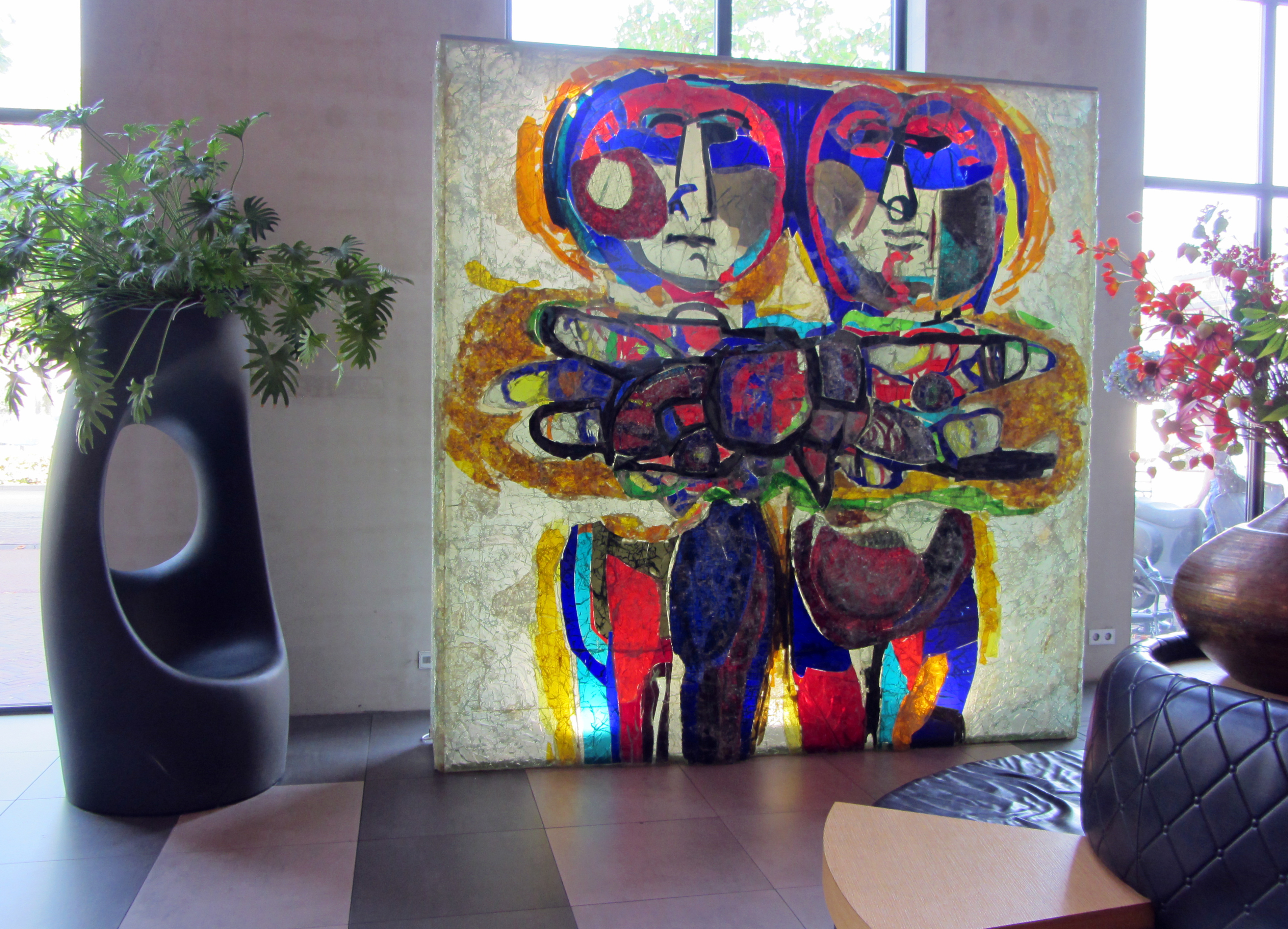
Glasplastiek Bruidspaar uit 1963 in Stadhuis Beverwijk in 2022

- 1962 - Glas appliqué in de wintertuin Hilton Hotel Rotterdam 37,00 × 3,00 m.
- 1962 - Glasappliqué Hilton Hotel Rotterdam Coffee-shop 0,50 × 3,00 m.
- 1962 Glasplastiek aan de gevel van het Tomadohuis, Dordrecht. Blank gekapt bruutglas met daar tussen bladgoud verlijmd in een frame van staal met daarop zwart glas verlijmd  15.000 kg 9,00 × 4,00 m.
- 1962 - Glastableau appliqué en gekapt glas  Centraal Bureau Rijvaardigheidsbewijzen Rijswijk 2.50 × 3,00 m.
- 1963 - Glasplastiek Bruidspaar appliqué en gekapt bruutglas  Stadskantoor Beverwijk 2,75 × 2, 75 m. Het gebouw is in 2013 afgebroken. Nieuwe locatie: Stadhuis Beverwijk Stationsplein
- 1964 - Glasobject Insect kleur appliqué en gekapt glas Staats Drukkerij en Uitgeverij  Den Haag  (2,50 × 2,20 × 2,40 meter)
- 1964 -  Glasappliqué  in het voormalige NVV Vakbondshoofdkantoor, Plein 40-45, Amsterdam. (12 × 2,70 meter)

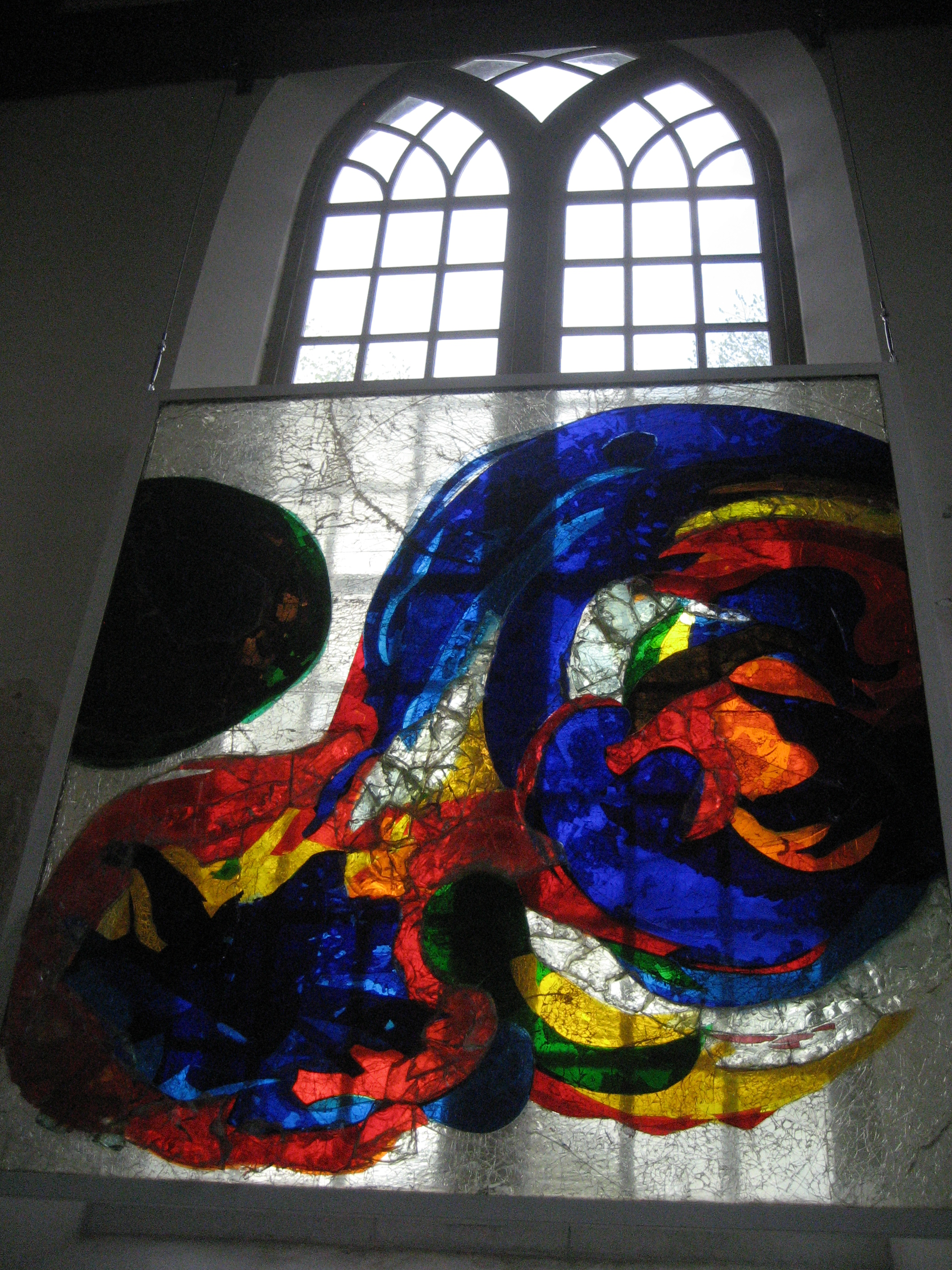
Glas uit 1965, Dorpskerk, Abcoude

- 1964 - Glazen wand van 6 panelen appliqé Christelijk Gymnasium Sorghvliet Den Haag 2,30 × 3,00 m.
- 1964 - Twee glaswanden Hoofd Postkantoor Bergen op Zoom 2,00 4,30 m. 2 x
- 1965 - Raam appliqué Friden NCR Amsterdam Buitenveldert 3,50 × 1,80 m.
- 1965 - Glaswand appliqué Rijswijkse Openbare Scholen Gemeenschap 8,00 × 8,00 m.
- 1965 - Raam naast voordeur Privé Amstelveen 2,20 × 1,00 m.
- 1965 - Glasraam, ontwerp en uitvoering, Joop van den Broek, Gereformeerd Centrum, Baarslagstraat, Abcoude. Na sloop van dit gebouw, geplaatst in de Dorpskerk, Abcoude
- 1966 - Zes delig Glasplastiek vrijstaand Hogere Hotelschool Scheveningen 2,25 × 3,50 × 1,00 m.
- 1966 - 10 delig glas plastiek versmolten draadglas Amro Bank Kneuterdijk Den Haag 1,60 × 10,00 m.
- 1967 - Glasobject RVS en gekapt glas Postkantoor Lange Nieuwstraat Schiedam  2,50 × 2,00 × 3,00 m.
- 1967 - Wandschildering  Juliana Ziekenhuis Zaandam 3,50 × 7,00 m.
- 1967 - Glazen tochtwand met 2 deuren Nieuwsblad van het Zuiden Tilburg 2,50 × 4,00 m.
- 1968 - Glasplastiek buiten aan het trappenhuis van het Christelijk  Pascal Lyceum Schipluidenlaan 10-12, Amsterdam 22,00 × 3,50 × 1,25 m.
- 1968 - Glaswand Rijks HBS  MMS Schiedam 3,20 × 6,30 m.
- 1968 - Appliqué Academie voor Sociale en Culturele Arbeid Groningen 2,60 × 1,10 m.
- 1968 - Wandschildering Kleuterschool Schijndel 2,00 × 4,00 m.
- 1968 - Gesmolten Kleurloze Scheidingswand Amro bank van Woustraat Amsterdam 2,25 × 3,00 m.
- 1968 - Appliqué met gekapt glas Bedrijfspensieonfonds Metaalnijverheid Den Haag 2,80 × 4,40 m.
- 1968 - Glasplastiek Nationale Nederlanden Tilburg
- 1968 - Appliqué Protestantse Christelijke Woningbouwvereeniging De Goede Woning Den Haag 6,00 × 3,00 m.
- 1968 - Vijf appliquéramen Christelijke MTS Hoogeveen 15,00 × 1,45 m.
- 1969 - Wandplastiek Staalplaat met verzilverd glas Vara studio Hilversum 3,00 × 8,00 m.
- 1969 - Glasreliéf appliqué Stichting Revalidatie Centrum Delft 2,50 × 3,00 m.
- 1969 - Twaalf appliquéramen geëtst Lagere Technische School Hengelo 12,00 × 1,40 m.
- 1969 - Keramiek relief met platinaluster Amrobank Heiligeweg hoek Singel Amsterdam.

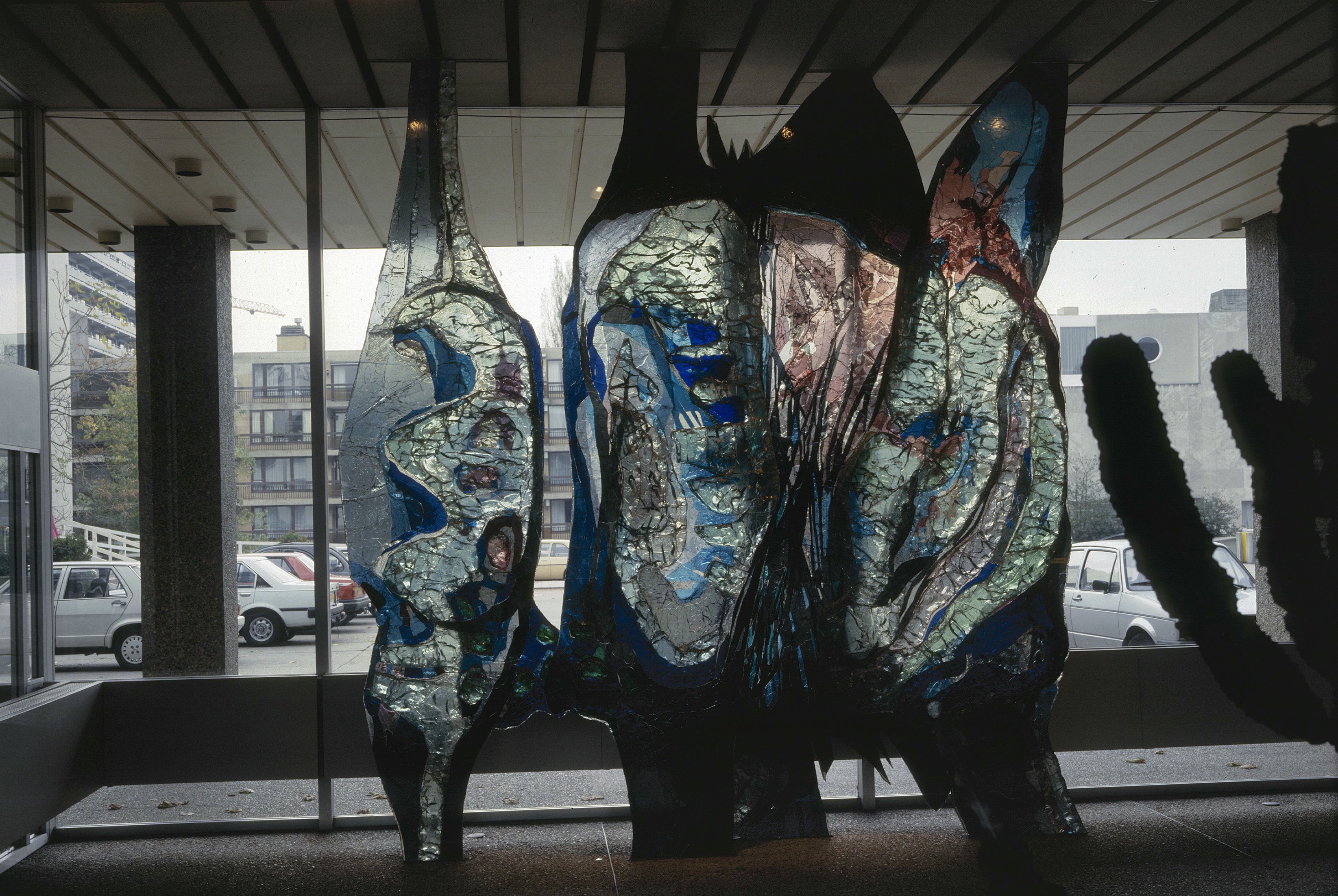
Glaskunst Stadhuis Tilburg, 1971

- 1971 - Vrij staande glazen beelden Stadhuis Tilburg 4,14 × 3,80 × 0,80 m.
- 1971 - Toegangsdeuren tot de raadszaal Stadhuis Tilburg 2,44 × 4,00 m.
- 1971 - Smeltglaswand Stadhuis Tilburg 4,00 × 5,50 m.
- 1971 - Glazen gevelwand appliqué M.T.S. Patrimonium 3.30 × 10,80 m. Nu Technisch College Amsterdam.
- 1971 - Verticale strook appliqué N.V. AMEV Amstel Hoek Sarphatistraat Amsterdam 17,00 × 1,50 m.
- 1972 - Glazen smeltwerk scheidingswand S.K.F Jutphaas 3,20 × 21,60 m.
- 1972 - Ingangspartij Schiphol Hilton smeltglas met aluminium reliëf 2,40 × 6,00   2,40 × 3,00 en 2,40 × 3,00 m.
- 1972 - Glasplastiek met smelttechnieken Begraafplaats Holy Vlaardingen 2,60 × 2,30 m.
- 1972 - Ingangspartij AMRO bank Goes 3,60 × 3,60 m. 4x
- 1973 - Glas appliqé J.C. de Rijpschool Amsterdam 3,00 × 7,00 m.
- 1973 - Glas wand appliqué 18 delen School de Poort 7,00 × 7,00 m.
- 1974 - Zwaar glas reliëf Gehakt bruutglas met appliqué Adriaan Volkerhuis Rotterdam 3,85 × 6,85 m.
- 1976 - Los staande panelen met appliqué Koninklijke Shell Laboratorium Amsterdam 2,40 × 9,00 m.
- 1976 - Ruimtelijk glasobject appliqu´en smelt techniek Gebouw Rijnpoort Arnhem 4,00 × 9,00 m.  2×
- 1976 - Wand plastiek Lagere School De Regenboog Amersfoort 3,00 × 6,00 m.
- 1977 - 23 appliqué ramen Kerk alteveer ter vervanging van het oude glas in lood.
- 1977 - 20 ramen over 3 zijden van de gevel Gooise Stichting Sociale Werkvoorziening Hilversum 50 m².
- 1978 - Glazen entre Romax Bedrijfs ruimte 2,20 × 0,80 m. 10 ×
- 1979 - Gevouwen glazen wanden vormend de Raadszaal Stadhuis Amstelveen .

## Prijzen
- 1951 - de Willink van Collenprijs
- 1964 - de Prix de la Critique

## Exposities (selectie)1951 - (ca) in Amersfoort
- 1948 - Schilders van Nu Stedelijk Museum
- 1949 -Tentoonstelling Pentekeningen, gouaches en aquarellen in de Burgerzaal  Wilhelmina Club Batavia.
- 1951 - Groepstentoonstelling van het Schilderkundig Genoot Arti et Amicitiae Amsterdam (Willink van Collumprijs)
- 1951 - Eenmans tentoonstelling Academie voor Beeldende kunsten Amersfoort.
- 1956 - 5 mei tot 16 juni tentoonstelling Opdracht Stedelijk Museum Amsterdam V.B.M.K Vereniging Beoefenaren van de Munumentale  Kunsten.
- 1961 - Monumentale Toepassingen in de Architectuur Glasindustrie van Tetterode uitgevoerd werk Joop van den Broek, Harry Op de Laak en Berend Hendriks.
- 1964 - IV Biennale Christlicher Kunst Salzburg.
- 1966 - Tentoonstelling GLAS In de Hengelose Kunstzaal
- 1973 - Gallerie Mark schilderijen en Gouaches.
- 1975 - Samen met Nic Jonk expositie van glas en brons Galerie Wladimir Bussum.
- 1977 - Overzicht tentoonstelling Aemstelle Amstelveen Glas, schilderijen en gouaches.
- 1977 - Tempelhof Berlijn samen met Norbert van den Broek Glas.
- 1977 - Groeps tentoonstelling Stichting Cosa Centraal Orgaan voor Scheppend Ambacht.
- 1980 - Kunst als Bouwpartner Raadhuis Amstelveen zeven kunstenaars die mee-werkten aan opdrachten in het Raadhuis.

- Biografisch Portaal: 83966005
- International Standard Name Identifier: 0000 0003 9089 3756
- Nederlandse Thesaurus van Auteursnamen: 195272366
- RKD-Nederlands Instituut voor Kunstgeschiedenis: 12806
- Virtual International Authority File: 284561833